# Bangui (præfektur)
Bangui  er et af de 20 præfekturer i Den Centralafrikanske Republik. Byen Bangui er både præfekturets og landets hovedstad.

## Historie
Bangui-præfekturet blev oprettet den 10. december 2020. To kommuner, der tidligere var en del af Ombella-M'Poko, Begoua og Bimbo, blev overført til Bangui-præfekturet. Bangui er inddelt i 4 underpræfekturer og 11 kommuner.